# Christophe... définitivement
Pour plus de détails, voir Fiche technique et Distribution.
Christophe... définitivement est un film documentaire français.

## Production
Christophe... définitivement est réalisé par Dominique Gonzalez-Foerster et Ange Leccia et sorti au cinéma le 8 mars 2023 en France,,. Il retrace la carrière musicale du chanteur français Christophe, de son vrai nom Daniel Bevilacqua, en s'appuyant sur de nombreuses images et vidéos du chanteur, tournées lors de ses concerts et en coulisses, avec l'accord de l'artiste. Sa durée est de 1 h 24.
Le film est un hommage au chanteur, décédé le 16 avril 2020 des suites du Covid-19. Il peut être assimilé à un biopic, film documentaire retraçant la vie d'une personnalité, généralement artistique.

## Accueil
Le film est bien accueilli par de grands titres de la presse nationale, comme Le Parisien, qui parle d'« un film d'art plus qu'un documentaire ». Libération évoque « un portrait intimiste et vibrant », « d'entre les morts ».